# Ева Леви Јововић
Ева Леви Јововић (Жабаљ, 25. јануар 1924 – Ниш, 2012) била је почасни члан Aкадемије медицинских наука Српског лекарског друштва од 1990. и професор Медицинског факултета Универзитета у Нишу.

## Биографија
Рођена је 1924. године у Жабљу, код Новог Сада. Рођена је у скромној војвођанској градској породици. Отац Јулије је био адвокат, а мајка домаћица. За време Другог светског рата, марта 1944. године, депортована је с породицом, због јеврејског порекла, у логор Сегедин Баја (Мађарска). Одатле је маја исте године интернирана у концентрациони логор Аушвиц (Нацистичка Њемачка), највећи нацистички концентрациони логор за масовно уништење Јевреја, Рома, словенских народа и политичких неистомишљеника. Ослобођење је дочекала 27. јануара 1945. године, уласком 322. стрељачке дивизије Црвене армије у логор. Основну школу је завршила у родном месту, а гимназију у Бечеју 1942. године. После ослобођења уписала је Медицински факултет Свеучилишта у Загребу и дипломирала 1951. године. Специјализацију из бактериологије обављала је у Хигијенском институту у Беогаду, а специјалистички испит положила 1954. године. Усавршавала је лабораторијску дијагностику карантинских болести као стипендиста Светске здравствене организације у институтима у Лондону, Хамбургу, Каиру, Калкути и Бомбају. Од 1961. године је на Медицинском факултету Универзитета у Нишу прошла сва звања. У звање редовног професора изабрана је 1971. године на предмету Микробиологија са паразитологијом. Поред теоријске и практичне наставе, обављала је и низ важних функција на Медицинском факултету у Нишу. Била је руководилац предмета Микробиологија са паразитологијом, шеф Катедре за превентивну медицину и начелник микробиолошких одељења Завода за здравствену заштиту у Нишу. Два пута је била изабрана за продекана на Медицинском факултету Универзитета у Нишу (1962–1964, 1965– 1966). Проф. др Ева Леви-Јововић и проф. др Младен Симић били су први продекани на Медицинском факултету Универзитета у Нишу. Пензионисана је 1989. године. Бавила се научним и стручним радом у области бактериологије, осетљивости микроорганизама на антибиотике, дезинфицијенте и друге инхибиторе, применом мембран-филтерске технике у бактериолошком испитивању воде и др.
Активно је учествовала на конгресима, симпозијумима и другим скуповима у земљи и иностранству. Аутор је и коаутор више од 120 радова, од којих је око 30 штампано у међународним часописима. Један од њених првих радова (Бактериофаг и његова примена у фаготипизацији) објављен је већ 1969. године и показао је њену заинтересованост за увођење најновијих метода у бактериологији. Један је од аутора уџбеника и приручника за студенте медицине Микробиологија и паразитологија уредника проф. Богдана Каракашевића (1980) са поглављима „Вибрио“ и „Yersinia, Francisella, Pasteurella“. Проф. др Ева Леви-Јововић је са др С. Гајићем и др М. Јефтићем написала уџбеник за средње медицинске школе под насловом Медицинска бактериологија и паразитологија (1958). Допуњено издање овог уџбеника објављено је 1968. године. Овај уџбеник је у Приштини 1970. године био преведен на албански језик. У издању Универзитета у Нишу (1988) публиковала је уџбеник Бактериологија, имунологија и вирусологија. Била је активан члан Српског лекарског друштва, председник Актива Српског лекарског друштва у Нишу, председник Програмског савета Универзитетске библиотеке у Нишу, члан Међународног комитета за фаготипизацију цревних бактерија и других стручних удружења. У знак признања за њен дугогодишњи и плодан научни и стручни рад, као и активност у Српском лекарском друштву, 1990. године је изабрана за почасног члана Академије медицинских наука Српског лекарског друштва. Добитник је бројних признања. Одликована је Орденом рада са златним венцем и Орденом рада са црвеном заставом. Преминула је 2012. године у Нишу.